# Dragon Ball GT
Dragon Ball GT (ドラゴンボールGT Doragon Bōru Jī Tī) er en japansk animeserie baseret på Akira Toriyamas Dragon Ball-manga-franchise, der blev sendt i perioden februar 1996 til november 1997. Produceret af Toei Animation, serien havde premiere i Japan på Fuji TV og varede 64 afsnit. I modsætning til Dragon Ball og Dragon Ball Z, de forrige 2 TV-adaptationer i Dragon Ball-mediefranchisen, adapterer Dragon Ball GT ikke Toriyamas mangaserie. Dragon Ball GT er en anime-eksklusiv efterfølger til Dragon Ball Z med en original historie, der gør brug af samme karakterer og univers, hvori man følger seriens hovedperson, Son-Gokus bedrifter, som er blevet forvandlet til et barn; hans barnebarn Pan; samt deres bekendte, som de er ude for at samle alle de Sortstjernede Dragekugler, et mægtigere sæt af Dragekugler, der er gemt på tværs af galaksen.
Til trods for at serien ikke er an adaptation af mangaen, har franchisens skaber, Toriyama, været med til at designe nye karakterer og koncepter for Dragon Ball GT. Det er den kronologisk den sidste Dragon Ball-serie, da den foregår efter slutningen på mangaen, og indtil udgivelsen af Dragon Ball Super i 2015 var Dragon Ball GT den sidste animerede TV-serie i Dragon Ball-universet.
Dragon Ball GT er aldrig blevet synkroniseret til dansk eller vist i Danmark.

## Produktion
I modsætning til forrige animeserier i Dragon Ball-franchisen er Dragon Ball GT ikke baseret på mangaserien skrevet og illustreret af Akria Toriyama, men fortæller derimod en original historie kreeret af personalet hos Toei Animation, der gør brug af samme karakterer og univers fra den oprindelige Dragon Ball-manga, og som fortsætter, hvor den og Dragon Ball Z afsluttedes. Toriyama designede dog hovedpersonernes udseende, samt fandt på navnet Dragon Ball GT, hvilket står for "Grand Tour", som en reference til at karaktererne i serien drager ud gennem universet. Toriyama selv henviste til GT som en "sidehistorie" til den originale Dragon Ball-historie.
Den primære karakterdesigner Katsuyoshi Nakatsuru udtalte, at det var pinefuldt at designe super-saiyajin 4 Son-Goku, hvilket showets producere fandt på, og stillede spørgsmålstegn ved, om det overhovedet var nødvendigt at fortsætte med flere transformationer. Fordi at super-saiyajin 4 fremkommer, mens en saiyajin er i sin Kæmpeabe-form (大猿 Ōzaru), gjorde han håret "vildt" og dækkede Son-Gokus krop med rød pels. Der endte kun med at være ét kladde-design til karakteren; selvom Nakatsuru overvejede at gøre håret blond, endte han med at lade det være sort, da det gav mere kontrast med den røde pels.